# جوزفين ألكسندرا ميتشيل
جوزفين ألكسندرا ميتشيل (بالإنجليزية: Josephine Alexandra Mitchell)‏ هي موسيقية أيرلندية، ولدت في 22 يوليو 1903، وتوفيت في 23 نوفمبر 1995.